# サリム
サリム(Salim)は新約聖書のヨハネの福音書に登場する地名である。「完全な、平和な」を意味するアラム語のシェリムを音訳した地名である。
バプテスマのヨハネがしばらくの間バプテスマを施していた場所アイノンの近くにあった町である。
場所については、エウセビオス以来の伝承でサマリヤの北東部、スクトポリスの南方約10kmの地点のウム・エル・アムダンという説と、ウィリアム・オルブライトが主張する現在もサリムの名で呼ばれる、シェケムの東約5.5kmの所にあった町という二つの説がある。